# Monestir de Gümüşler
El monestir Eski Gümüşler ('Plata vella') és un monestir rupestre de l'època romana d'Orient a la petita ciutat de Gümüşler, a 10 km al nord-est de la ciutat de Niğde a la província de Niğde, Turquia. S'hi pot accedir fàcilment amb autobús des de Niğde.
Després del seu redescobriment el 1962, el monestir i els seus frescos van ser restaurats per un equip d'arqueòlegs dirigit per Michael Gough. Va ser declarat jaciment arqueològic protegit l'any 1973.

## Història
El monestir i l'assentament subterrani es van construir al segle x allunyats dels nuclis majors; en aquella època es deia "Trakias".

## Descripció
El monestir està excavat en un gran tram de roca i és un dels més grans i millor conservats d'aquest tipus de la regió de Capadòcia. Els estudiosos divideixen els nombrosos monestirs excavats a la roca de Capadòcia en dos tipus principals: els que tenen menjadors i els que tenen patis oberts. El monestir d'Eski Gümüşler forma part del segon grup, amb els seus diferents trams que s'obren a un pati central. La seva part més important és l'església al nord del pati. L'església consta de quatre naus tancades independents de planta de creu grega. El passadís nord conté una fornícula amb dues tombes. A ponent hi ha dues entrades cobertes amb volta de bressol.

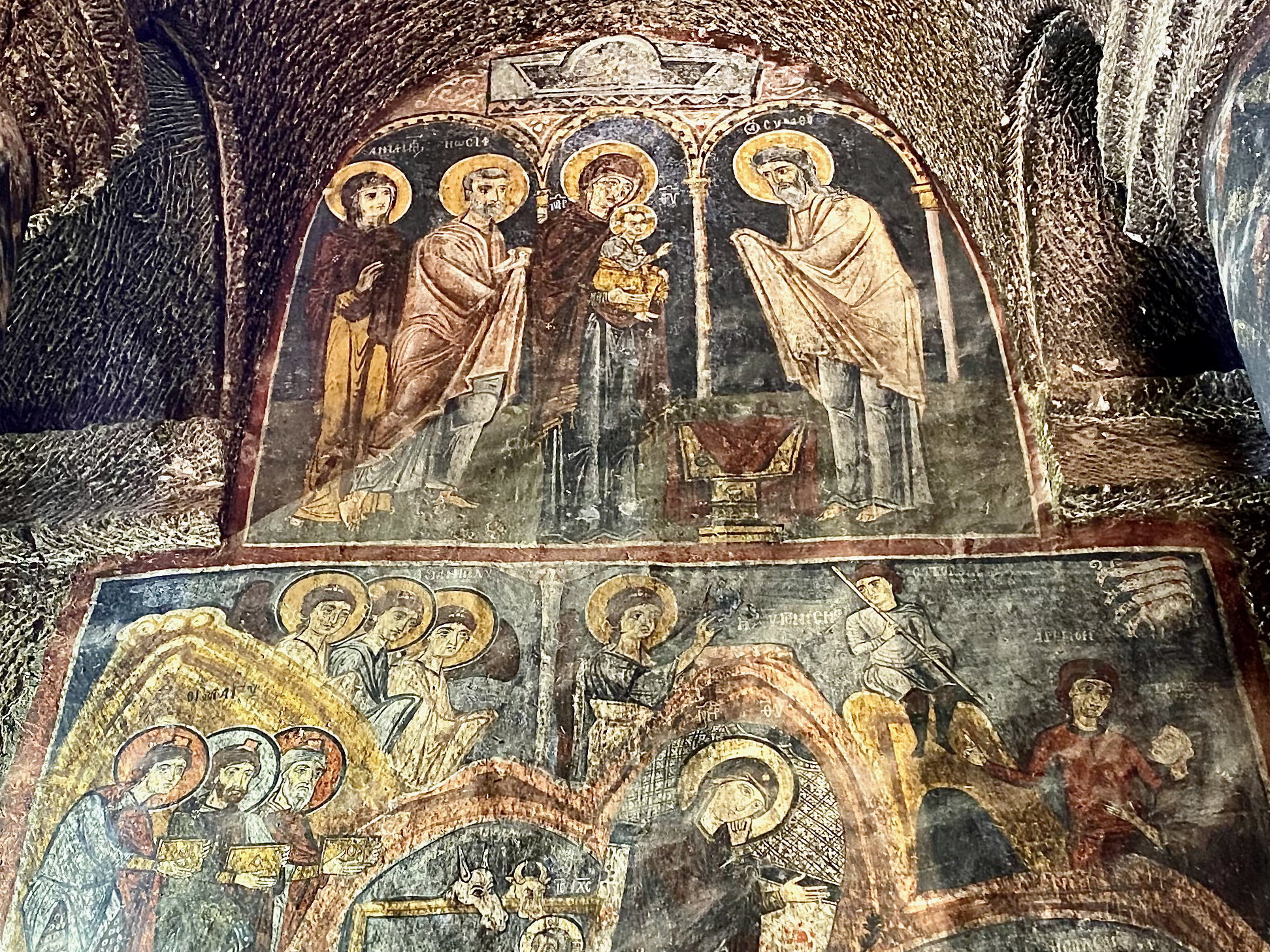
Frescos del passadís nord

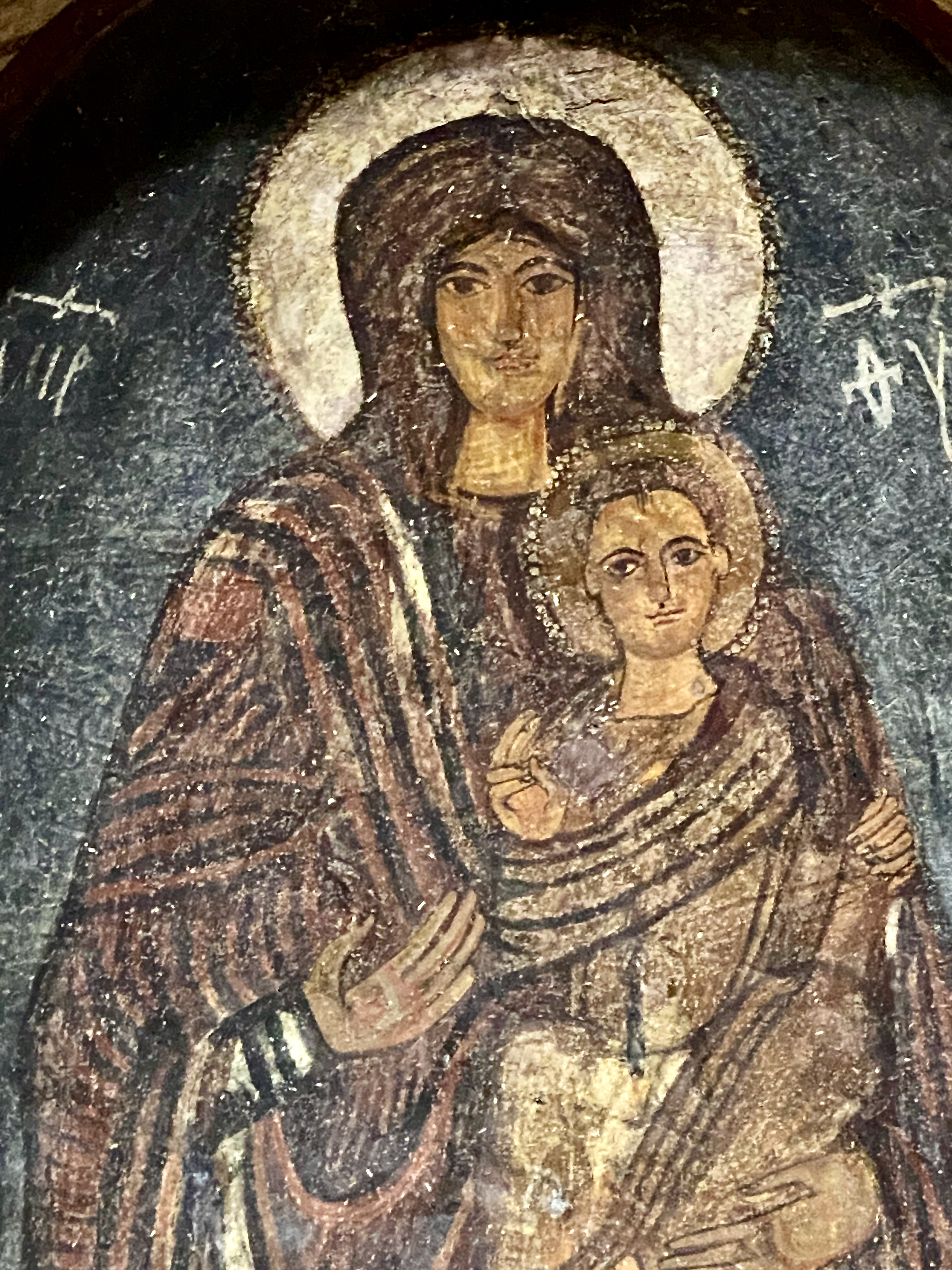
Mare de Déu amb nen Jesús

Se suposa que tres mestres diferents van treballar als frescos de l'església. La capçalera principal conté tres franges de pintures: la més alta mostra Crist en Majestat amb dos àngels a la seva dreta; els símbols dels evangelistes; i la Deisi amb Maria i els deixebles. La banda més baixa mostra els Pares capadocians de l'església: Sant Basili el Gran de Kayseri, Gregori de Nisa i Gregori de Nazianz.
Al braç nord de la creu hi ha representacions de l'⁣Anunciació, la Nativitat i la Presentació al Temple amb les figures de Sant Joan Baptista i Sant Esteve, que devien ser pintades per un segon artista. A l'interior del nàrtex al sud de la porta d'entrada hi ha representacions de la Mare de Déu i el nen Jesús amb, a banda i banda d'ells, els arcàngels Gabriel i Miquel, pintats pel que sembla per un tercer artista.
S'ha prestat molta atenció a un fresc de la Mare de Déu que sembla somriure. Tanmateix, gairebé segur que això és el resultat d'una restauració descuidada.
Les parets de l'habitació que hi ha sobre el nàrtex estan pintades amb el qual semblen ser imatges de les Faules d'Isop, exclusivament per a Capadòcia.
L'estil i la iconografia dels frescos del monestir d'Eski Gümüşler s'assemblen als de moltes altres esglésies de Capadòcia. Es creu que els frescos daten dels segles vii a xi.

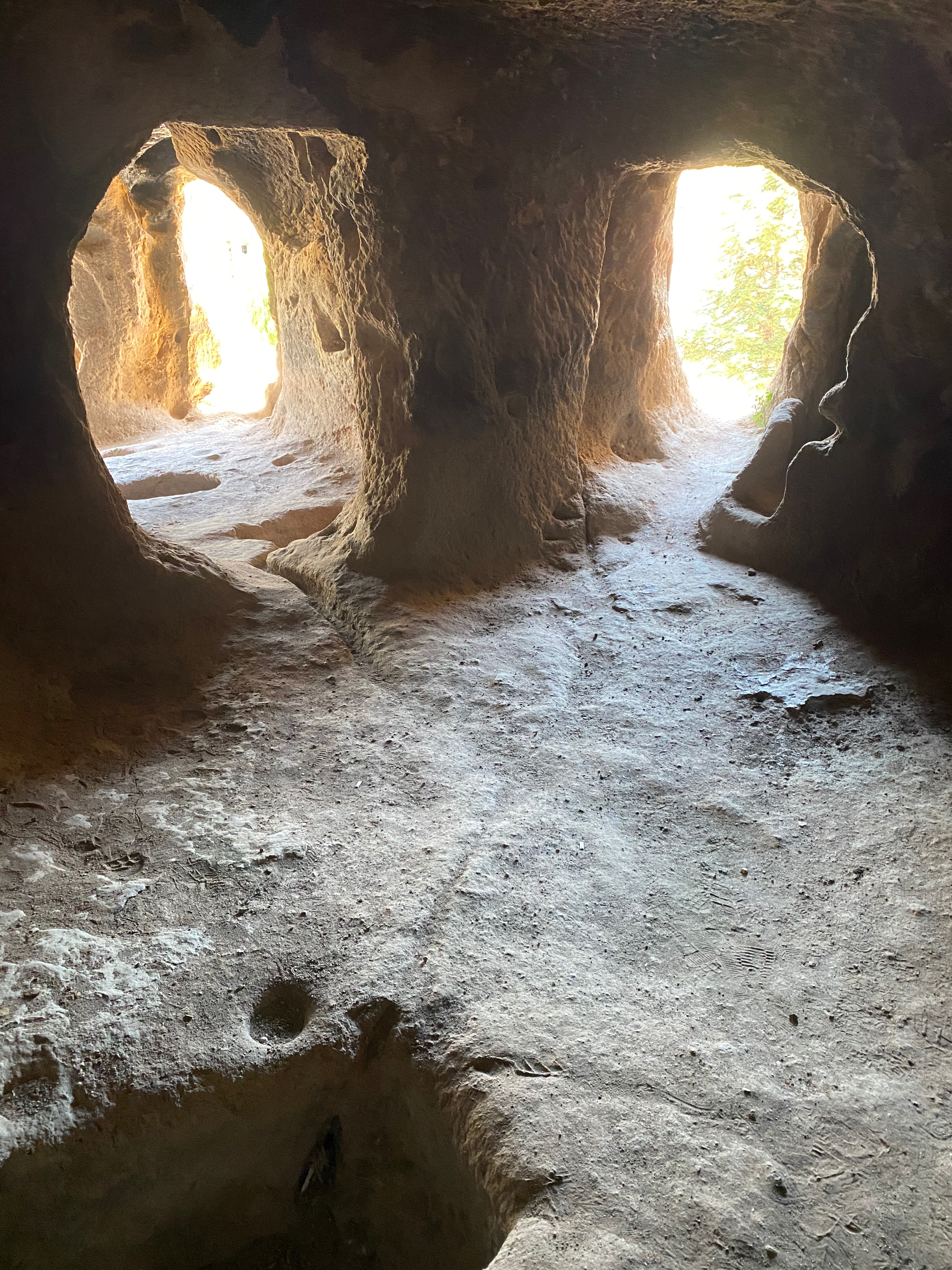
Habitacions exteriors

El bizantinista Robert Ousterhout ha suggerit que Eskı Gümüşler no pot ser, de fet, un lloc monàstic sinó la casa d'un noble amb una capella privada. Els frescos de les faules d'Isop tenen més sentit en aquesta interpretació.